# Foxconn
Die Hon Hai Precision Industry Co., Ltd. (chinesisch 鴻海精密工業股份有限公司 / 鸿海精密工业股份有限公司, kurz Hon Hai Precision 鴻海精密 / 鸿海精密) ist ein in mehreren Ländern tätiges taiwanisches Unternehmen, das unter dem Namen Foxconn Technology Group (富士康科技集團 / 富士康科技集团, kurz Foxconn 富士康) auf dem Markt auftritt. Foxconn ist das nach Umsatz 27.-größte Unternehmen der Welt. 
Foxconn ist der größte Hersteller für elektronische Produkte der Welt, der größte Dienstleister für elektronische Services der Welt, einer der größten Arbeitgeber der Welt sowie der größte private Arbeitgeber in China und der größte Exporteur Chinas nach Stückzahlen. Der Großteil der weltweit verkauften Smartphones, Laptops, Computertechnik und Spielekonsolen wird von Foxconn produziert.
Foxconn wurde 1974 von Terry Gou als Hersteller von Kunststoffprodukten gegründet. Seit 1991 ist das Unternehmen an der taiwanischen Börse notiert.

## Unternehmensstruktur
Foxconn ist der weltweit größte Hersteller von Elektronik- und Computerteilen. Als Auftragshersteller produziert das Unternehmen unter anderem für Hewlett-Packard, Dell, Apple, Nintendo, Microsoft und Sony. Der Konzern produziert bzw. produzierte im Auftrag die Spielekonsolen Nintendo DS, Wii, Wii U, Xbox 360, und PlayStation.
Foxconn gilt außerdem als Hauslieferant für Intel. Etwa 75 % der unter dem Namen Intel verkauften Mainboards werden von Foxconn gefertigt. Mit 42 Millionen verkauften Mainboards und mehr als 52 Millionen PC-Gehäusen im Jahr 2005 ist Foxconn Weltmarktführer. Weltweit ist Foxconn Nr.-1-Hersteller von Prozessorsockeln, Nr.-5-Hersteller von Konnektoren und Nr.-2-Hersteller von Kühlkörpern mit 25 % Marktanteil. 2016 erzielte Foxconn 135 Milliarden US-Dollar Umsatz. Damit ist es das größte privat geführte, produzierende Unternehmen aus Taiwan. Gleichzeitig ist Foxconn der größte Exporteur Chinas mit den höchsten ausgelieferten Stückzahlen.
Seit 2005 versucht Foxconn mit Angeboten für den Privatanwender das Geschäft zu erweitern. Zu diesen Produkten zählen zum Beispiel Hauptplatinen, Barebones, Grafikkarten, Netzteile und Lüfter. In Europa werden diese unter der Marke Foxconn angeboten, in Asien als WinFast. Die Modellbezeichnungen und Ausführungen sind in der Regel identisch. Eine weitere Marke des Konzerns ist Leadtek, womit der Konzern auch im Segment der Grafikkarten vertreten ist.
Foxconn hält nach eigenen Angaben ca. 21.000 Patente und beteiligt über 15.000 Ingenieure in den USA, China und Taiwan an der Entwicklung neuer Produkte.

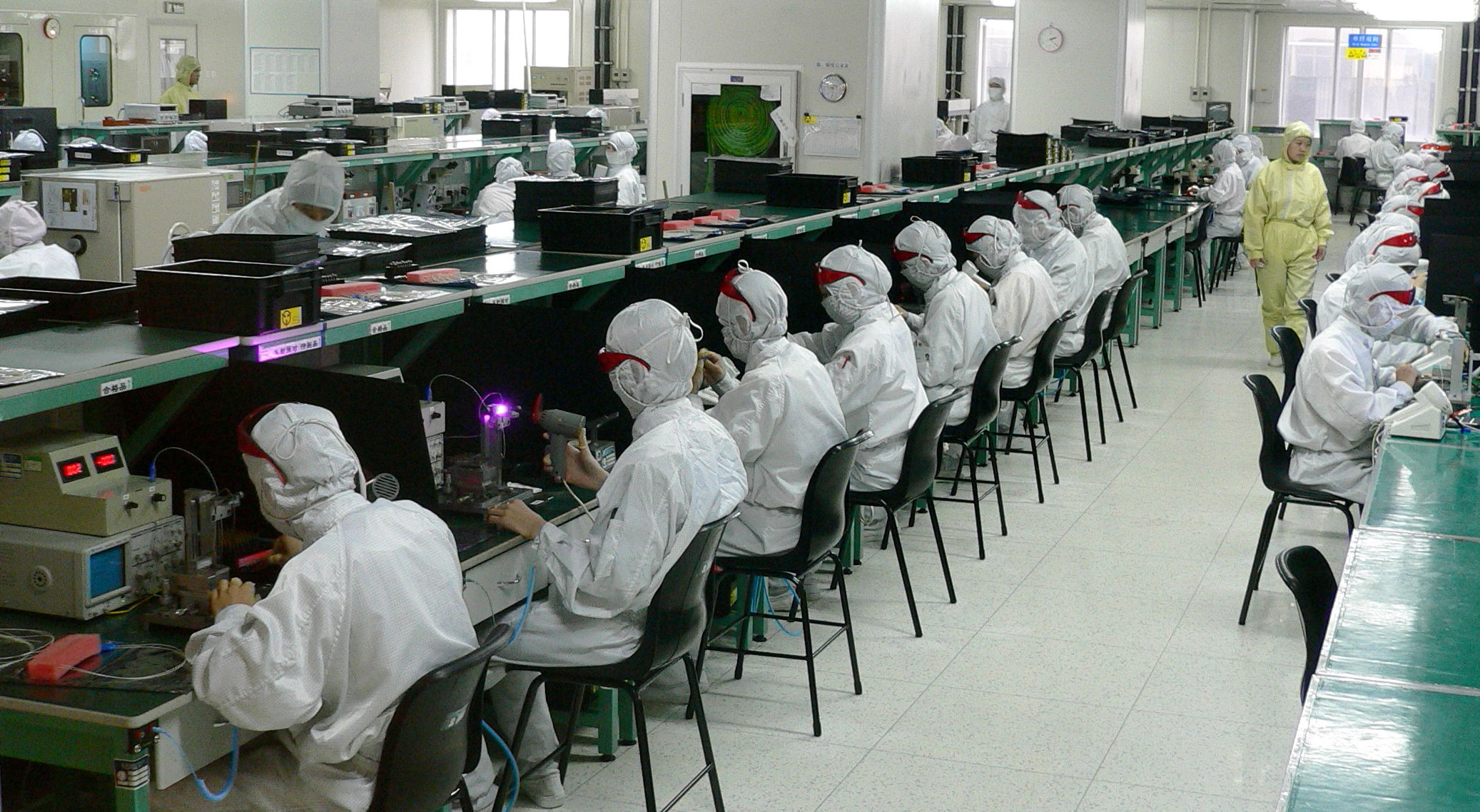
Fabrik Shenzhen 2005

In China versuchte Foxconn zusammen mit der Elektronik-Fachmarktkette Media-Saturn, die zur Metro Group gehörte, auch im Elektronikeinzelhandel Fuß zu fassen. Die erste Media-Markt-Filiale in China wurde als Joint Venture der beiden Unternehmen unter dem Namen Wan De Cheng (萬得城 / 万得城,  Wàndéchéng) am 17. November 2010 in Shanghai eröffnet. Weitere Eröffnungen waren geplant, allerdings wurden bis Ende April 2013 alle Filialen wieder geschlossen.
Im Februar 2016 kündigte Foxconn an, 66 % der Anteile des stark angeschlagenen Elektronikkonzerns Sharp zunächst für 700 Mrd. Yen zu erwerben. Nach Bekanntwerden von Sharps zu erwartendem Verlust von etwa 170 Mrd. Yen im Geschäftsjahr 2015/16 wurde jedoch ein Betrag von etwa 389 Mrd. Yen vereinbart. Am 2. April 2016 wurde der Vertrag unterzeichnet, wonach die Anteile für 388,8 Milliarden Yen an Foxconn gehen. Es ist das erste Mal, dass Anteile eines japanischen Elektronikkonzerns von einem ausländischen Unternehmen erworben wurden.

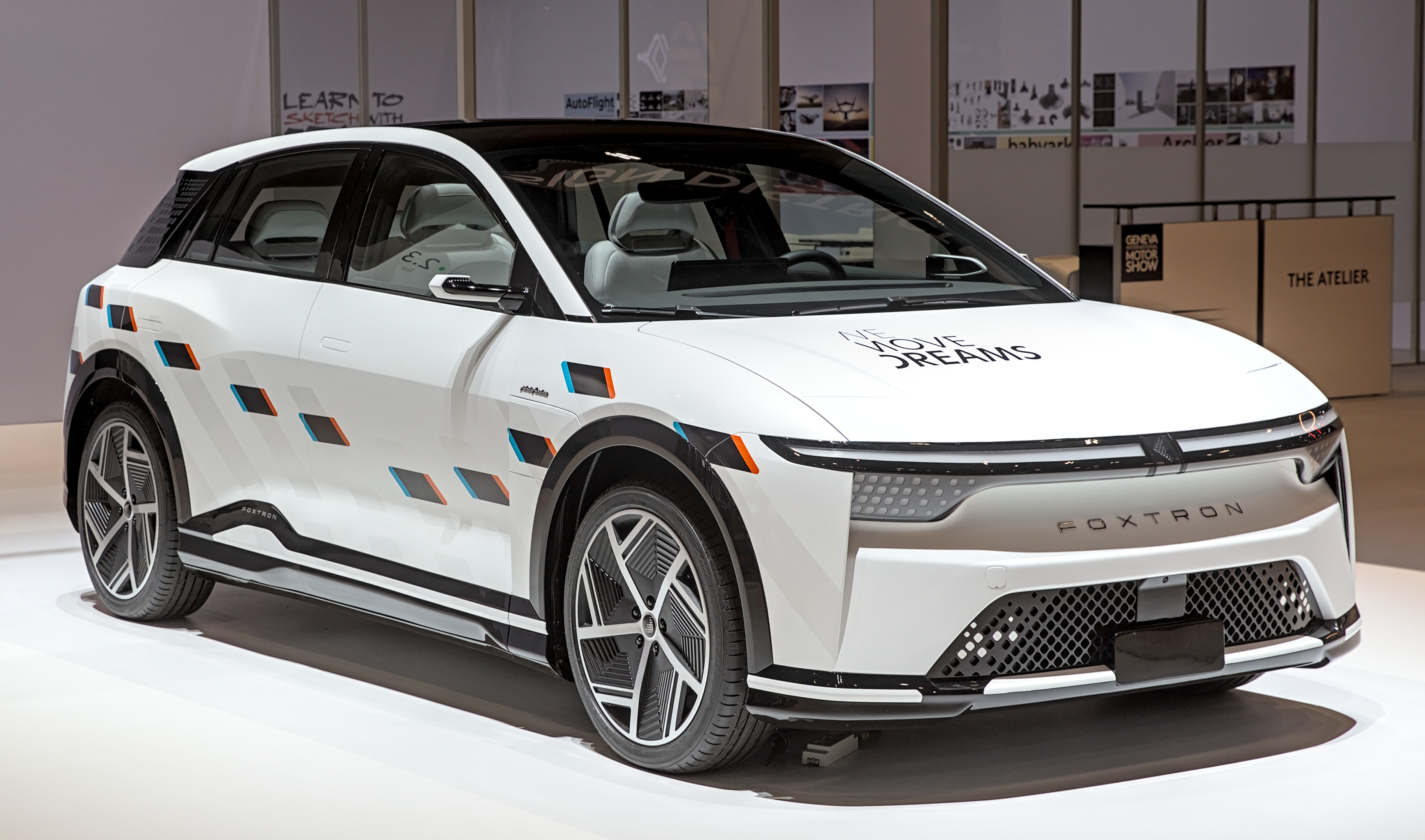
Foxtron Model B auf dem Genfer Auto-Salon 2024

Im Oktober 2021 zeigte das Unternehmen erstmals Elektroautos unter der neu gegründeten Automobilmarke Foxtron. Weitere Modelle folgten im Oktober 2022 und im Oktober 2024.
Im November 2022 kündigte man ein Joint Venture mit dem saudischen Staatsfonds Public Investment Fund an, um unter der Marke „Ceer“ in Saudi-Arabien Elektroautos als Limousinen und SUV zu fertigen. Dabei soll Foxconn die Plattform bereitstellen und den Aufbau der Produktionsstätten in Saudi-Arabien übernehmen, der PIF übernimmt große Teile der Finanzierung, von BMW sollen Komponenten lizenziert werden. Als Absatzmärkte gelten der Nahe Osten und Nordafrika. Die Produktion könnte 2025 starten.
Mitarbeiterentwicklung
Foxconn gehört zu den umsatz- und mitarbeiterstärksten privaten Arbeitgebern der Welt. Die Mitarbeiterzahlen unterliegen über die Jahre einer großen Schwankungsbreite.
Die BBC hat im Mai 2016 berichtet, dass Foxconn seit 2014 bis zu 60.000 Mitarbeiter zugunsten automatisierter Fertigungsstätten entlassen hat. Das Unternehmen hat diese Zahlen später bestätigt.
| Geschäftsjahr (Stichtag 30. April) | Mitarbeiter Standort Taiwan |
| ---------------------------------- | --------------------------- |
| 2014                               | 900.758                     |
| 2015                               | 726.772                     |
| 2016                               | 830.174                     |
| 2017                               | 803.126                     |
| 2018 (vorläufig)                   | 604.640                     |
| 2021                               | 826.608                     |
| 2022                               | 767.062                     |
| 2023 (vorläufig)                   | 552.341                     |

Ein COVID-19-Ausbruch in einem Werk in Zhengzhou führte 2022 zu zahlreichen Kündigungen. Das Unternehmen reagierte mit Bonuszahlungen an verbleibende Arbeitskräfte und solche, die Überstunden leisteten.

## Standorte
Seit 1993 besitzt das Unternehmen Produktionsstätten auf dem chinesischen Festland, darunter in Shenzhen, Kunshan, Wuhan und Yantai. 1994 kamen Entwicklungszentren in den USA und Japan dazu, 1998 bis 2000 Produktionsstätten in Großbritannien, den Vereinigten Staaten und im tschechischen Pardubice, das zentral in Europa liegt.
Neben dem im Jahr 2000 in Pardubice eröffneten Werk, in dem PCs endgefertigt werden, verfügt das Unternehmen seit 2010 in Kutna Hora über ein weiteres Werk in Tschechien, in dem Server hergestellt werden. Insgesamt beschäftigt Foxconn rund 5.000 Mitarbeiter in Tschechien (2015).
2010 übernahm Foxconn die slowakische Tochtergesellschaft von Sony und betreibt seither ein 2007 eröffnetes Werk in Nitra mit 1.200 Mitarbeitern, in dem jährlich rund 3 Millionen LC-Displays hergestellt werden. Seit 2021 fertigt Foxconn in Sriperumbudur, Indien, das iPhone 14.

## Kritik
Seit 2006 sieht sich der Konzern schweren Vorwürfen ausgesetzt. Vor allem die geringen Löhne und unmenschlichen Arbeitsbedingungen werden kritisiert:
2006 wurden von der englischen Zeitung Mail on Sunday Vorwürfe gegenüber Foxconn erhoben, dass bei der Fertigung des iPod unmenschliche Arbeitsbedingungen herrschen. Es wird von 15-stündigen Arbeitstagen und Monatslöhnen von 40 Euro berichtet, die deutlich unterhalb des regionalen Mindestlohns von 80 Euro liegen. Laut Spiegel Online seien 80 statt der arbeitsrechtlich erlaubten 36 Überstunden üblich. Bemängelt wurden unter anderem auch die unfaire Behandlung der Arbeiter und der Zustand der Unterkünfte. Durch eine Besichtigung einer Delegation soll dies widerlegt worden sein. Laut Angabe einer Arbeiterin bei Foxconn liegt ihre Arbeitszeit bei zwölf Stunden am Tag, sechs Tage pro Woche und wird mit umgerechnet 240 Euro (inkl. Zuschlägen für Nachtarbeit und Überstunden) bezahlt, wobei die Kosten für Mahlzeiten und Übernachtung in firmeneigenen Unterkünften übernommen werden. In anderen Fabriken seien die Arbeitsbedingungen noch schlechter. Der psychische Druck sei enorm, da es zum Beispiel festgelegte Zeiten für den Toilettengang und ein Sprechverbot am Arbeitsplatz gibt, das im Zuge von zwei erneuten Suiziden etwas gelockert wurde, sowie persönliche Diffamierung durch den Vorarbeiter, wenn die Regeln nicht eingehalten werden. Außerdem müssten die rund 400.000 Arbeiter der beiden Fabriken auf engstem Raum zusammenleben. Das Verlassen des Fabrik- und Wohngeländes, das eine Einheit darstellt, sei für viele der Arbeiter nur mit einer Sondergenehmigung erlaubt.
Anfang 2010 ereigneten sich mindestens 13 Fälle von Suiziden der Angestellten in Shenzhen, meist durch Sprünge vom Dach der Gebäude des Unternehmens. Nach dem neunten Todesfall reagierte die Geschäftsleitung mit einem Brief an die Angestellten, nach dem diese sich verpflichten sollen, sich nicht selbst umzubringen oder „in einer extremen Form“ zu verletzen. Bis Ende Mai des Jahres erhöhte sich die Anzahl der Toten auf elf. Ein Firmenvertreter kündigte daraufhin an, die Löhne erhöhen zu wollen. Ab dem 1. Oktober 2010 sollen Angestellte nach Unternehmensdarstellung in der Fabrik in Shenzhen das Doppelte ihres bisherigen Lohns erhalten (2000 Yuan, etwa 244 Euro). Man hoffe, „dass die Angestellten eine positive Lebenseinstellung bekommen“. Die Löhne bei Foxconn liegen nach Untersuchungen der NGO Students and Scholars Against Corporate Misbehavior (Sacom) meist nur minimal über den gesetzlichen Mindestlöhnen. Die Anzahl der bekannt gewordenen Suizide in Shenzhen stieg bis Anfang August 2010 auf insgesamt 13 an. Im Juni 2010 wurde bekannt, dass Foxconn entweder alle oder einige der Werke in China schließen wolle, da man ausschließlich wegen der geringen Löhne nach China gegangen sei und dieser Standortvorteil im Falle der Umsetzung der angekündigten Lohnerhöhungen verloren ginge. Im Juli 2010 mussten sich in einer indischen Foxconn-Fabrik 250 Arbeiter aufgrund mangelnden Schutzes vor Schadstoffen ins Krankenhaus begeben.
Die Frage, ob unter den Mitarbeitern eine besonders hohe Suizidrate vorliege, wurde kontrovers diskutiert. Apple-Mitgründer Steve Jobs antwortete, dass die Rate gemessen an den bekanntgewordenen Fällen deutlich unter dem Durchschnitt in China und den USA liege und dass die Arbeitsbedingungen bei Foxconn gut seien. Terry Gou, Vorsitzender der Foxconn besitzenden Gruppe, erklärte, dass 11 Suizide unter 400.000 Mitarbeitern unter dem chinesischen Durchschnitt lägen, wie ihm „von Experten mitgeteilt“ worden sei. Entsprechende statistische Vergleiche wurden in der China Economic Review kritisiert, da der Vergleich mit den Daten für China insgesamt nicht aussagekräftig sei, da es sich bei den Arbeitern von Foxconn vorwiegend um junge Männer zwischen 18 und 25 in Städten handele, während die Suizidraten in China vor allem unter Frauen in ländlichen Gebieten sehr hoch seien. Die neuesten verfügbaren Vergleichsdaten stammen zudem aus dem Jahr 1999. Ein Psychologe der Staatlichen Universität Tsing Hua äußerte zu den Fällen in den Medien, dass eine Suizidrate von 2 bis 3 Fällen auf 100.000 Personen bei Foxconn der Rate unter Universitätsstudenten entspreche und nicht außergewöhnlich hoch sei.
Aufgrund der „unethischen bis illegalen“ Arbeitsbedingungen war Foxconn 2011 für den Public Eye Award nominiert, mit welchem Konzerne ausgezeichnet werden, welche sich laut den Initianten besonders verantwortungslos gegenüber Mensch und Umwelt verhalten. Die von Greenpeace unterstützte Preisverleihung kam 2011 zu dem Schluss, dass der psychische und physische Druck auf junge chinesische Wanderarbeiter und Studentinnen weiter bestehe.
In einem Untersuchungsbericht von mehreren Universitäten aus Taiwan und China auf Basis von Gesprächen mit 1.800 Arbeitern bei Foxconn kamen die Wissenschaftler unter anderem zu dem Schluss, dass die Arbeiter bei Foxconn gezwungen werden, 80 bis 100 Überstunden pro Monat zu leisten (gesetzliche Grenze wäre bei 36) und eine erhebliche Zahl von Arbeitsunfällen nicht behandelt werde.
Mitte Januar 2012 ist Apple der Fair Labor Association (FLA) beigetreten, die die Arbeitsbedingungen untersuchen soll.
Nachdem am 18. Februar 2012 bekannt wurde, dass Foxconn die Bezüge seiner Mitarbeiter rückwirkend zum 1. Februar um bis zu 25 Prozent erhöht hat, wurde dem Unternehmen dies als Versuch ausgelegt, Einfluss auf die laufenden Ermittlungen in seinen Fabriken in China zu nehmen, weshalb sich die Kritik am weltgrößten Elektronikhersteller noch weiter verschärfte.
Nach einer FLA-Untersuchung mit über 35.000 Foxconn-Arbeitern, die am 29. März 2012 veröffentlicht wurde, sind in 3 untersuchten Foxconnwerken die FLA-Obergrenze von 60 Arbeitsstunden pro Woche überschritten worden, genauso wie die in China maximal erlaubte 40-Stunden-Arbeitswoche inkl. bis zu 36 Überstunden im Monat. 64 % der Foxconn-Arbeiter gaben an, mit dem Gehalt nicht ihre Grundbedürfnisse finanzieren zu können. Mehr als 43 % erklärten, dass sie Zwischenfälle, wie Handverletzungen oder Unfälle mit Fabrikfahrzeugen, selbst miterlebt oder beobachtet haben.
Im September 2012 berichtete die Shanghai Daily, dass circa 200 Studenten aus der ostchinesischen Provinz Jiangsu gezwungen wurden, in der Produktion von Apples iPhone 5 mitzuwirken. In Anbetracht des näher rückenden Veröffentlichungstermins für das Gerät, verzeichnete Foxconn einen Mangel an Aushilfskräften, welcher über eine Kooperationsvereinbarung mit der Universität kompensiert werden sollte. Den Studenten wurde ein monatlicher Lohn von 1550 Yuan, umgerechnet 193 Euro, gezahlt. Sie mussten zwölf Stunden am Tag und sechs Tage die Woche arbeiten.
Außerdem wurde Foxconn verdächtigt, minderjährige Arbeitskräfte vor Untersuchungen der FLA versteckt zu haben. Am 15. Oktober 2012 wurde bekannt, dass Foxconn in seinem Werk im chinesischen Yantai unter den Praktikanten Minderjährige entdeckte. Dabei soll es sich um Praktikanten zwischen 14 und 16 Jahren gehandelt haben, die für drei Wochen vor Ort beschäftigt waren.
Im Jahr 2013 brachten sich eine Frau und zwei Männer in einer Foxconn-Fabrik in der chinesischen Stadt Zhengzhou um. Wenige Tage nach den Vorfällen sollen die Arbeitsbedingungen in der Fabrik gelockert worden sein.
Um die einfachen, sich stetig wiederholenden Tätigkeiten, die vorrangig Gegenstand der Vorwürfe über schlechte Arbeitsbedingungen sind, zu reduzieren, wurden von Foxconn 2016 in einer Fabrik in Kunshan 60.000 von 110.000 Arbeitnehmern im Rahmen einer Automatisierung der Fertigung durch Industrieroboter ersetzt und entlassen.

## Großkunden
Aktuelle und ehemalige Großkunden bei Foxconn:
- Acer (Taiwan)[63]
- Amazon.com (USA)[64]
- Apple Inc. (USA)[65]
- Cisco (USA)[66]
- Dell (USA)[67]
- Google (USA)
- Huawei (China)[68]
- Hewlett-Packard (USA)[69]
- Intel (USA)[70]
- Microsoft (USA)[71]
- Motorola Mobility (USA)[67]
- Nintendo (Japan)[72]
- Nokia, Marke von HMD Global (Finnland)[65]
- Sony (Japan)[73]
- Stellantis (Niederlande)[74]
- Toshiba (Japan)[75]
- Vizio (USA)[76]
- Samsung (Südkorea)

(In Klammern steht das Land mit dem Hauptsitz des Unternehmens.)
Analysten schätzen, dass Apple rund 40 % des Foxconn-Umsatzes im Jahr 2012 ausmacht. Hewlett-Packards Anteil wird mit etwa 25 % angegeben.